# Bubiejkino
Bubiejkino (ros. Бубейкино) – wieś w Rosji, w rejonie grazowieckim obwodu wołogodzkiego. W 2002 liczyła 8 mieszkańców, z kolei w 2010 populacja miejscowości wynosiła 4 osoby.